# 카날레 5

카날레 5(Canale 5)는 이탈리아의 미디어 기업 메디아셋에 속한 텔레비전 채널로, 이탈리아에서 가장 큰 시청률을 보유하는 민영 방송국중 하나이다.
카날레 5는 과거 1974년에 실비오 베를루스코니에 의해 설립된 밀라노의 지역 채널인 Telemilano Cavo로부터 시작되었다. 이 채널은 2년 후에 Telemilano를 거쳐 1978년 베를루스코니가 핀인베스트(Fininvest)라는 미디어 그룹을 설립하면서 "TeleMilano 58"이란 이름과 함께 지상파 텔레비전 방송을 시작한 후 방송망을 넓혀갔다.
이후에 1980년 9월 30일에 이탈리아 최초로 전국을 권역으로 하는 민영 방송인 카날레 5를 설립하게 된다.
2012년 12월 4일부터는 HD 방송인 "카날레 5 HD" 방송을 시작하였다.

## 같이 보기
- 메디아셋
- 레테 4
- 이탈리아 1